# پی دلو
پی دلو یک ستاره است که در صورت فلکی دلو قرار دارد.